# Joseph Bell (inženir)
Joseph Bell, britanski ladijski strojnik in strojni inženir, * 12. marec 1861, Farlam, Anglija, † 15. april 1912, Atlantski Ocean.                                                                                                
Bell je bil upravitelj stroja na ladji RMS Titanic.                                                                                                

## Prva leta in usposabljanje
Joseph Bell je odraščal v Farlamu, majhni vasici, ki spada v občino Brampton, v okrožju Cumbria;  imel je tri brate in eno sestro: Jane (rojena leta 1864), Richarda ( rojen leta 1865) in Johna jr. (rojen leta 1868). Bell je bil najstarejši sin očeta Johna Bella starejšega in Margaret Watson. Oba sta bila kmetijska podjetnika. Njegova mati Margaret je umrla kmalu po rojstvu zadnjega otroka.
Joseph Bell je sprva kot otrok obiskoval zasebno osnovno šolo v vasi Farlam in se po smrti matere preselil z očetom in bratoma v Carlisle, med okrožji Edentown in Stanwix;  Joseph in njegovi bratje so se udeležili Carlisleove akademije Williama Harrisona. Sčasoma se je mlajši brat John odločil za selitev v Avstralijo in se vkrcal na čezatlantsko ladjo SS Great Britain, preostanek družine pa je ostal v Carlisleu.
Potem ko je zapustil Carlisle, se je Joseph Bell preselil v Newcastle, kjer se je učil kot urednik motorja pri Robertu Stephensonu in njegovemu podjetju. Leta 1885 se je Bell pridružil prestižni britanski družbi White Star Line in delal na številnih trgovskih in potniških ladjah, ki so plule na Novo Zelandijo in ZDA. Leta 1891 je napredoval in postal upravitelj stroja.
Sestra Jane se je leta 1886 poročila z Williamom Hughom Lowthianom in več let živela v Ripleyju v Derbyshireu, kjer je bil poslovodja banke. Verjetno je v tem času Joseph spoznal Maud Bates, s katero se je poročil leta 1893; skupaj sta imela 4 otroke: Frances John, imenovan Frank (rojen leta 1896), Marjorie Clare (rojena 1899), Eileen Maud (rojena 1901) in Ralph Douglas (rojen 1908).
Leta 1911 je Joseph našel prenočišče v Belfastu, skupaj z ženo in mlajšim sinom. Obe hčerki sta ostali pri Ripleyju, skrbeli so jih tako gospodinja kot njeni strici (Bellina sestra), medtem ko se je takratni petnajstletni Frank šolal na Grosvenor College v Carlisleu in bil kasneje učenec v ladjedelnici Harland & Wolff.

## Na krovu ladje RMSTitanic
Potem, ko je služil kot upravitelj stroja na ladji RMS Olympic, je bil Jospeh Bell premeščen na ladjo RMS Titanic, kjer je ponovno služil kot upravitelj stroja. V noči iz 14. na 15. april 1912, malo preden je Titanic zadel ledeno goro, je Bell prejel ukaz iz ladijskega mostu, da mora zagnati stroje nazaj, da bi s tem upočasnil hitrost ladje. Kljub največjemu naporu posadke Titanica, se ladja ni uspela izogniti ledeni gori in je z desnim bokom zadela v njen rob. Ko je Titanic začel toniti, so Bell in vsi takratni strojniki in inženirji ostali v strojnici in pozvali kurjače in ladijske gasilce naj pustijo kotle aktivne, da naj bi tako čim več časa ohranili elektriko in s tem prižgane luči na ladji. Po znanih virih so Bell in njegovi strojniki delali do zadnjega trenutka, da so lahko ladji zagotovili elektriko in oddajanje SOS signalov, žrtvovali so svoja življenja, da so ladji zagotovili čim več časa elektriko. Bell in vsi njegovi strojniki so umrli v podpalubju Titanica. Po zgodovinskih zapisih naj se ne bi v strojnici dalo nič več narediti, ker je poplava že tako narasla, da ladijskih črpalk ni bilo več mogoče uporabiti in naj bi se odpravili iz strojnice in odšli na palubo čolnov, vendar so takrat že vsi reševalni čolni zapustili ladjo. Greaser Frederick Scott je pričal, da je videl vse častnike stroja, ki so se zbrali na zadnjem desnem delu palube. Truplo Josepha Bella niso nikoli našli.
Po njegovi smrti sta žena in William Ralph prodala kmetijo Farlam, katere Joseph je po očetovi smrti postal popoln lastnik od leta 1904;  kmetijo so takoj prodali, ker tako Belova žena kot otroci niso nikoli hodili k Farlamu. 
V cerkvi svete Vere v Waterlooju, blizu Liverpoola, je bila nameščena spominska plošča v spomin na Josepha Bella; v spomin mu je bil postavljen tudi spomenik na majhnem pokopališču v Farlamu.

## Upodobitve
- Emerton Court (1958; A Night to Remember)
- Terry Forrestal (1997; Titanik)
- David Wilmot (2012; Saving The Titanic; PBS TV film)